# هنري جوردن (أستاذ جامعي)
هنري جوردن (بالألمانية: Henri Jordan)‏ هو عالم لغوي كلاسيكي ومؤرخ ألماني، ولد في 30 سبتمبر 1833 في برلين في ألمانيا، وتوفي في 10 نوفمبر 1886 في كونيغسبرغ في الإمبراطورية الروسية.